# Versuriga anadyomene
Versuriga anadyomene is een schijfkwal uit de familie Versurigidae. De kwal komt uit het geslacht Versuriga. De soort Versuriga anadyomene werd, als Crossostoma anadyomene, voor het eerst wetenschappelijk beschreven door Maas. 